# Erica Yvonne Sheppard
Erica Yvonne Sheppard (Bay City, Teksas, 1. rujna 1973.-), jedna od deset žena u Teksasu osuđenih na smrt. Ovu kaznu dobila je zbog pljačke i ubojstva jedne žene u Houstonu u Teksasu.
Djetinjstvo je uz strogu majku provela u Bay Cityju kod Houstona. Erica Yvonne Sheppard prvi puta je zatrudnjela s 13 godina što je završilo pobačajem. Kasnije je kao tinejdžerka dva puta zatrudnjela i rodila dva sina. Na suđenju se žalila na seksualno zlostavljanje u djetinjstvu i nedostatak ljubavi i brige prema dijetetu, što bi joj je trebalo uzeti kao olakotnu okolnost.
Navodi se da je brutalno ubojstvo izvršila 30. lipnja 1993. prilikom pokušaja krađe jednog auta, a osuđena je 3. ožujka 1995. Suoptužena je s Jamesom R. Dickersonom, također osuđenim na smrt. Policija navodi kako je rasna pripadnost žrtve nepoznata.